# Dance in the Dark
Dance in the Dark ist ein Lied der US-amerikanischen Sängerin Lady Gaga, es ist die vierte Singleauskopplung ihrer dritten EP The Fame Monster.

## Daten
Geschrieben von Lady Gaga und Fernando Garibay und produziert von Garibay, wurde der Song im Jahre 2009 aufgenommen. Beeinflusst von der Retro- und New-Wave-Musik, wurde der Song offiziell für das Radio nur in Australien, Frankreich und als Download auf iTunes in Belgien veröffentlicht.

## Entstehung
Der Song sei durch eine intime Erfahrung zweier Leute alleine im Schlafzimmer inspiriert. Lady Gaga erklärte, „in dem Werk gehe es um ein Mädchen, das gerne Sex bei ausgeschaltetem Licht hat, weil es sich für ihren Körper schämt“. Sie erklärte, dass sie solche Frauen traf, während sie bei der MAC AIDS Fund arbeitete, und dass es in diesem Song nicht um Freiheit geht, sondern viel mehr darum, dass Gaga diese Gefühle verstehe. In dem gesprochenen Intermezzo erwähnt Gaga verschiedene Stars und Mode-Ikonen Hollywoods, die durch einen tragischen Tod ihr Leben verloren, wie zum Beispiel Marilyn Monroe, Judy Garland und JonBenét Ramsey. Eigentlich sollte Dance in the Dark nach Telephone veröffentlicht werden, aber durch einen Streit mit der Plattenfirma wurde stattdessen Alejandro als Single veröffentlicht.

## Komposition

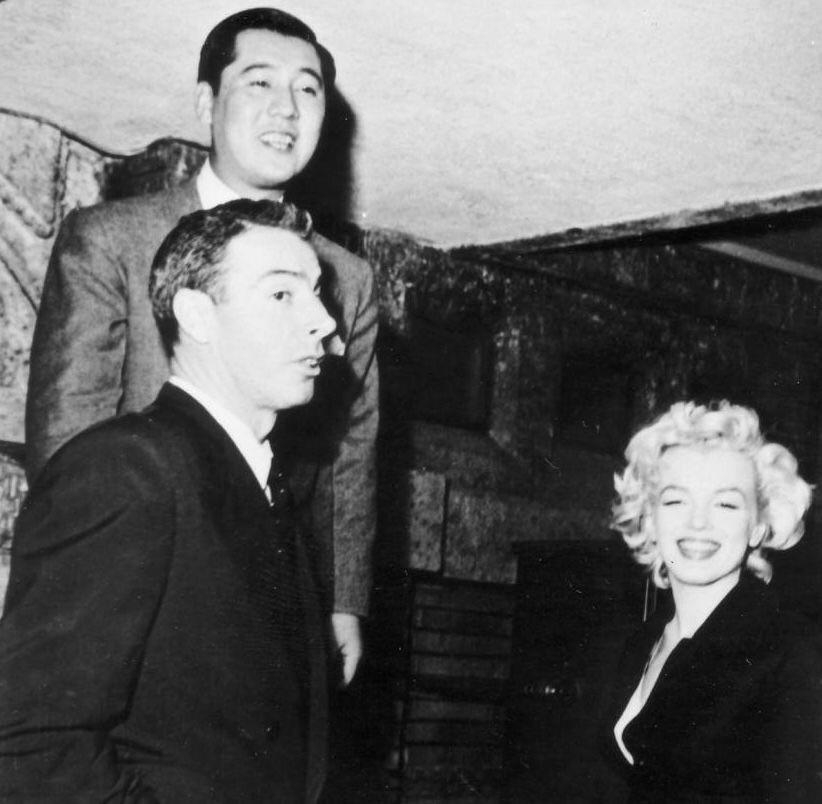
Das Intermezzo des Liedes zitiert Berühmtheiten, die auf tragische Weise starben, auch Marilyn Monroe (rechts).

Das Lied ist von der Popmusik der 1980er Jahre beeinflusst, da New-Wave-ähnliche Synthesizer und oft wiederholte Hooklines verwendet wurden. Ein gesprochenes Intermezzo, ähnlich wie bei Madonnas Vogue (1990), ist ebenfalls präsent. Dabei spricht Gaga Namen von Persönlichkeiten aus, die durch einen tragischen Tod ihr Leben verloren, namentlich sind das Marilyn Monroe, Judy Garland, Sylvia Plath, JonBenét Ramsey, Lady Diana, Liberace, Stanley Kubrick und Jesus von Nazareth.
Laut Michael Hubbard von musicOMH beginnt der Song mit einer stotternden Einführung und orgastischem Stöhnen, gefolgt von Gaga, die den Song singt. Auf der anderen Seite ist der Refrain von Dance in the Dark eine harmonische Progression von den Akkorden F-C-Dm-Bb-F-C-Dm-Bb. In einem Interview mit der Los Angeles Times erklärte Gaga, dass es im Song über die Unruhen in einem selbst gehe:

„In dem Werk geht es um ein Mädchen, das gerne Sex bei ausgeschaltetem Licht hat, weil es sich für ihren Körper schämt. Sie will nicht, dass ihr Mann sie nackt sieht. Sie wird frei sein, und sie wird ihr inneres Tier rauslassen, aber nur, wenn die Lichter aus sind. Sie fühlt sich nicht frei ohne den Mond. Dieser Text ist ein Möglichkeit für mich darüber zu sprechen, wie ich glaube, dass Frauen und manche Männer sich die ganze Zeit von Natur aus unsicher fühlen. Nicht manchmal, nicht während der Pubertät, immer.“

Während sie bei der MAC AIDS Fund arbeitete, erkannte sie, wie viele Frauen ihres Alters nicht über ihre Gedanken sprechen, aus Angst, ihre Partner würden sie nicht mehr lieben, wenn sie es täten.

„All diese neuen Dinge, die in mein Leben eintreten, ändern meine Sicht auf meine Absicht, aber speziell in ‚Dance in the Dark‘ geht es um mich, wie ich das Leben leben will – aber der Song heißt nicht ‚Dance in the Light‘. Ich bin keine Gospel-Sängerin, die versucht, Leute zu bekehren. Was ich sagen will, ist: ‚Ich verstehe es. Ich fühle dich, ich fühle mich gleich wie du, und es ist OK.‘ Ich hoffe und bete, dass ich unterschwellig eine Art Änderung in einem Menschen durch die Show inspirieren kann. Sie singen ‚Dance in the Dark‘, aber sie tanzen und sind frei, sie lassen alles raus. Aber in den Songs geht es nicht um Freiheit, sondern um [die Tatsache, dass] ich es verstehe. Ich fühle mich wie du.“

Der Text des Songs bezieht sich auf Vampire in den Zeilen “Run run her kiss is a vampire grin/The moon lights her way while she’s howlin’ at him”. Lady Gaga erklärte, dass die Zeilen ausdrücken, wie Leute sich auf externe Motivationen stützen, um mit den inneren Ängsten klarzukommen. „Sie fühlt sich nicht frei ohne den Mond“, erzählte Gaga.

Lady Gaga präsentiert „Dance in the Dark“ auf der Monster Ball Tour.

## Auftritte

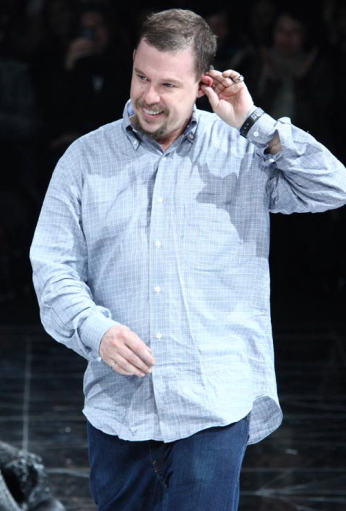
Alexander McQueen, dem Gaga ihren Auftritt bei den Brit Awards 2010 widmete

Lady Gaga sang Dance in the Dark als Eröffnungslied auf ihrer „The Monster Ball Tour“. Die Show begann mit Gaga, die hinter einem riesigen, grün leuchtenden Laser-Bildschirm, in einem futuristischen silbernen mit Juwelen besetzen Overall mit Glühbirnen darauf, erscheint. „Sie hatte passendes Augen-Make-up und trug eine Maske, und begann "Dance in the Dark‘ zu singen“, „während Tänzer, in weißen Sturmhauben bekleidet, sich um sie bewegten.“ Der Stoff hinter dem Gaga stand, wurde während der Performance gehoben und ähnelte elektrischer Mathematik.
Lady Gaga sang "Dance in the Dark" bei den BRIT Awards am 16. Februar 2010, im Earls Court Exhibition Centre. Die Performance wurde durch den frühen Tod ihres engen Freundes, dem Modedesigner Alexander McQueen inspiriert. Erst hatte sie eine andere Form der Darbietung geplant, doch änderte sie das Konzept in letzter Minute, weil sie McQueen Anerkennung zollen wollte. Daher wählte sie eine Akustik-Version ihrer Songs Telephone und "Dance in the Dark. Sie begann vor einem Klavier sitzend und kündigte an: “This is for Alexander McQueen.” Die ganze Performance war zurückhaltender als ihre anderen Auftritte. Die Bühne wurde ganz in weiß dekoriert und niedergelassen auf einem Podest stand eine Statue von Lady Gaga, die einen Klavier-Rock und die „Hummerscheren High-Heels“ trug, die sie im Video zu Bad Romance getragen hatte. Nachdem sie die akustische Darbietung von Telephone abgeschlossen hatte, stand sie von ihrem Klavier auf, und der Disco-Groove von Dance in the Dark war zu hören. Sie trug einen zusammengebundenen Bodysuit und eine große aufgebauschte Perücke und ging zu einem riesigen Keytar und spielte eine Technoversion des Tracks. Nach der Show schickte sie eine Nachricht auf ihrem (X)Twitter-Account: “Tonight’s performance is inspired by our friend. Mask by Phillip Treacy, Sculpture by Nick Knight, Music by Lady Gaga. We miss you.”

## Rezeption

### Kritiken
Paul Lester von der BBC schrieb, dass der Song „allgemeines, maschinelles RnB“ sei. Evan Sawdey von PopMatters kommentierte, dass „Dance in the Dark, zusammen mit Monster, entzückende dreckige Retro-Ausarbeitungen sind […]“. Bill Lamb von About.com lobte den Song, und schrieb:

„Ein epischer, tragödischer Pop Song. ‚Dance in the Dark‘ ist schwer und mutig mit einem Mitsing-Refrain, der einer der besten in Gagas Repertoire ist. Das ist meine Lieblingsart von Popmusik, da sie viele verschiedene Schichten hat. Der Beat trifft dich zuerst, und du kannst zum Track alleine grooven, aber die Melodie fragt dich höflich ob du die Partner wechseln willst bevor dann Gaga problemlos hineinkommt und dich in den Pop-Himmel weht.“

Scott Plagenhoef von Pitchfork Media glaubte, dass Gaga sich in dem Song in Madonna verwandelt. Edna Gunderson von USA Today nannte den Song „geschmacklos“. Michael Hubbard von MusicOMH lobte den Song für seinen „monumentalen Chorus und einigen Madonna-artigen gesprochenen-Wort Momente, und dieser Zuruf an eine abhanden gekommene Angehörige der königlichen Familie: 'You will never fall apart Diana, you’re still in our hearts / Never let you fall apart / Together we’ll dance in the dark.'“

### Preise
Lady Gaga sang Dance in the Dark als Eröffnungslied für ihre „The Monster Ball Tour“ sowie bei den 2010 BRIT Awards, wo sie den Auftritt dem Designer Alexander McQueen – einem engen Freund – widmete, der einige Tage zuvor Suizid begangen hatte. Der Song wurde für einen Grammy in der Kategorie „Best Dance Recording“ bei den Grammy Awards 2011 nominiert.

## Kommerzieller Erfolg

### Chartplatzierungen
In Ungarn debütierte der Song auf Platz 9 am 30. November 2009. In den britischen Singlecharts, debütierte Dance in the Dark auf Platz 89, war aber nur für eine Woche präsent gewesen. In den Canadian Hot 100, debütierte der Song auf Platz 88, war aber ebenfalls nur eine Woche präsent. Dance in the Dark debütierte auf Platz 93 in den australischen Single-Charts. Nachdem es im australischen Radio veröffentlicht worden war, stieg die Single auf Platz 43 und dann weiter auf Platz 24. In Frankreich betrat der Song die französischen Digital-Charts auf Platz 40 und erreichte bislang Platz 30. In den Billboard Charts debütierte Dance in the Dark in den Bubbling Under Hot 100 Singles Charts auf Platz 22. Der Song verkaufte 120.000 Downloads in den USA.
| ChartsChartplatzierungen     | Höchstplatzierung | Wochen |
| ---------------------------- | ----------------- | ------ |
| Vereinigtes Königreich (OCC) | 89 (1 Wo.)        | 1      |

### Auszeichnungen für Musikverkäufe
| Land/Region       | Auszeichnungen für Musikverkäufe (Land/Region, Auszeichnung, Verkäufe) | Verkäufe |
| ----------------- | ---------------------------------------------------------------------- | -------- |
| Australien (ARIA) | Platin                                                                 | 70.000   |
| Insgesamt         | 1× Platin ·                                                            | 70.000   |

Hauptartikel: Lady Gaga/Auszeichnungen für Musikverkäufe

## Veröffentlichungen
Das Lied Dance in the Dark wurde am 26. Juli 2010 im australischen Radio zum ersten Mal abgespielt. In Belgien war das Lied schon am 9. November 2009 als Download verfügbar. Am 25. August 2010 wurde die Single in Frankreich als Airplay veröffentlicht.

## Mitwirkende
- Lady Gaga – Songwriting, Gesang
- Fernando Garibay – Produzent, Songwriting, Instrumental, Programmierung
- Robert Orton – Abmischung
- Jonas Wetling – Aufnahme
- Dan Parry – Aufnahme
- Christian Delano – Aufnahme